# Misael Escuti
Misael Escuti Rovira (Copiapó, 1926. december 20. – Santiago, 2005. január 3.) chilei válogatott labdarúgókapus.
A chilei válogatott tagjaként részt vett az 1955-ös, az 1956-os és az 1957-es Dél-amerikai bajnokságon, illetve az 1962-es világbajnokságon.

## Sikerei, díjai
Colo-Colo
- Chilei bajnok (4): 1953, 1956, 1960, 1963

Chile
- Világbajnoki bronzérmes (1): 1962
- Dél-amerikai ezüstérmes (2): 1955, 1956